# Liste der Stolpersteine in Lutherstadt Eisleben
Die Liste der Stolpersteine in Lutherstadt Eisleben enthält alle Stolpersteine, die im Rahmen des gleichnamigen Kunst-Projekts von Gunter Demnig in Lutherstadt Eisleben verlegt wurden. Mit ihnen soll Opfern des Nationalsozialismus gedacht werden, die in Eisleben lebten und wirkten. Zwischen 2008 und 2022 wurden insgesamt 37 Steine an 16 Adressen verlegt.

## Verlegungen
- 22. November 2008: drei Steine an einer Adresse
- 10. Juni 2009: zwei Steine an einer Adresse
- 26. Juli 2010: drei Steine an einer Adresse
- 9. November 2010: drei Steine an einer Adresse
- 25. Januar 2012: drei Steine an einer Adresse
- 8. Mai 2014: zwei Steine an einer Adresse
- 20. Juni 2015: zwei Steine an zwei Adressen
- 9. November 2016: zwei Steine an einer Adresse
- 19. Juli 2017: vier Steine an zwei Adressen
- 30. August 2018: ein Stein an einer Adresse
- 9. Mai 2019: ein Stein an einer Adresse
- 26. August 2020: zwei Steine an einer Adresse
- 16. Februar 2022: drei Steine an einer Adresse
- 17. Oktober 2022: sechs Steine für die Familie Burak in der Sangerhäuser Straße 16[1][2]

## Liste der Stolpersteine
| Adresse            | Datum der Verlegung | Person | Inschrift | Bild              | Bild des Hauses |
| ------------------ | ------------------- | --- | --- | ----------------- | --------------- |
| Freistraße 23 ·    | 25. Feb. 2012       | Julius Moses (1882–1942) Julius Moses wurde in Eisleben geboren und arbeitete zunächst im Wollwaren-Geschäft seiner Eltern. Im Ersten Weltkrieg diente er als Soldat. Nach dem Krieg arbeitete er zunächst weiter im elterlichen Geschäft und wechselte 1930 in ein Kaufhaus. Nach dessen „Arisierung“ wurde er spätestens im November 1938 entlassen. 1941 musste er mit seiner Familie in ein Judenhaus umziehen und Zwangsarbeit verrichten. Am 15. April 1942 mussten sie in ein Altersheim nach Halle (Saale) umziehen. Am 1. Juni 1942 wurden sie ins Vernichtungslager Sobibor deportiert, wo Julius Moses gleich nach seiner Ankunft zwei Tage später ermordet wurde. | Hier wohnte JULIUS MOSES Jg. 1882 deportiert 1942 Sobibor ermordet 3.6.1942                                              |                   | Freistraße 23   |
| Freistraße 23 ·    | 25. Feb. 2012       | Johanna Moses geb. Wolff (1887–1942) Johanna Moses stammte aus Woldenberg (Neumark). 1941 musste sie mit ihrer Familie in ein Judenhaus umziehen und Zwangsarbeit verrichten. Am 15. April 1942 mussten sie in ein Altersheim nach Halle (Saale) umziehen. Am 1. Juni 1942 wurden sie ins Vernichtungslager Sobibor deportiert, wo Johanna Moses gleich nach ihrer Ankunft zwei Tage später ermordet wurde. | Hier wohnte JOHANNA MOSES geb. Wolff Jg. 1887 deportiert 1942 Sobibor ermordet 3.6.1942                                  |                   | Freistraße 23   |
| Freistraße 23 ·    | 25. Feb. 2012       | Siegfried Samuel Moses (1925–1942) Siegfried Samuel Moses wurde in Eisleben geboren. 1941 musste er mit seiner Familie in ein Judenhaus umziehen und Zwangsarbeit verrichten. Am 15. April 1942 mussten sie in ein Altersheim nach Halle (Saale) umziehen. Am 1. Juni 1942 wurden sie deportiert. Bei einem Zwischenhalt in Lublin wurde Siegfried Samuel Moses von seinen Eltern getrennt und zum Arbeitseinsatz ins KZ Majdanek verbracht. Dort wurde er am 27. September 1942 ermordet. | Hier wohnte SIEGFRIED SAMUEL MOSES Jg. 1925 deportiert 1942 Majdanek ermordet 27.9.1942                                  |                   | Freistraße 23   |
| Geiststraße 6 ·    | 8. Mai 2014         | Alfred Katzenstein (1882–1942) Alfred Katzenstein stammte aus Eisleben und arbeitete hier als Viehhändler. 1941 musste er mit seiner Frau in ein Judenhaus umziehen und Zwangsarbeit verrichten. Am 15. April 1942 mussten sie in ein Altersheim nach Halle (Saale) umziehen. Am 1. Juni 1942 wurden sie deportiert und zwei Tage später im Vernichtungslager Sobibor ermordet. | Hier wohnte ALFRED KATZENSTEIN Jg. 1882 deportiert 1942 Izbicia ermordet 3.8.1942 Sobibor                                |                   |                 |
| Geiststraße 6 ·    | 8. Mai 2014         | Pauline Katzenstein geb. Gutmann (1883–1942) Pauline Katzenstein stammte aus Niederwerrn. 1941 musste sie mit ihrem Mann in ein Judenhaus umziehen und Zwangsarbeit verrichten. Am 15. April 1942 mussten sie in ein Altersheim nach Halle (Saale) umziehen. Am 1. Juni 1942 wurden sie deportiert und zwei Tage später im Vernichtungslager Sobibor ermordet. Die beiden Töchter der Katzenbergs überlebten den Krieg. | Hier wohnte PAULA KATZENSTEIN Jg. 1883 deportiert 1942 Izbicia ermordet 3.8.1942 Sobibor                                 |                   |                 |
| Lutherstraße 14 ·  | 19. Juli 2017       | Erich Rosenthal (1886–1944) | Hier wohnte ERICH ROSENTHAL Jg. 1886 deportiert 1944 Auschwitz ermordet 11.10.1944                                       |                   |                 |
| Lutherstraße 14 ·  | 19. Juli 2017       | Flora „Flori“ Rosenthal geb. Barnett (1903–1944) | Hier wohnte FLORI ROSENTHAL geb. Barnett Jg. 1903 deportiert 1944 Auschwitz ermordet Okt. 1944                           |                   |                 |
| Lutherstraße 17 ·  | 16. Feb. 2022       | Fritz Friedmann (1881–1942) | Hier wohnte FRITZ FRIEDMANN Jg. 1881 Flucht 1939 Shanghai tot 13.10.1942                                                 |                   |                 |
| Lutherstraße 17 ·  | 16. Feb. 2022       | Gertrud Friedmann geb. Katzenstein (1886–) | Hier wohnte GERTRUD FRIEDMANN geb. Katzenstein Jg. 1886 Flucht 1939 Shanghai                                             |                   |                 |
| Lutherstraße 17 ·  | 16. Feb. 2022       | Erni Esther Friedmann (1922–1943) | Hier wohnte ERNI ESTHER FRIEDMANN Jg. 1922 Flucht 1939 Shanghai tot 24.8.1943                                            |                   |                 |
| Lutherstraße 25 ·  | 10. Juni 2009       | Gustav Mosbach (1877–1942) Gustav Mosbach stammte aus Hörde. Zwischen 1898 und 1901 war er als jüdischer Religionslehrer in Castrop-Rauxel und Westerkappeln tätig, von 1902 bis 1906 in Schönebeck (Elbe). 1925 kam er nach Eisleben und wurde dort Kantor der israelitischen Gemeinde. Während der Novemberpogrome 1938 wurde seine Wohnung demoliert und Gustav Mosbach in KZ Buchenwald verschleppt. 1941 mussten er und seine Frau in ein Judenhaus umziehen. Trotz seines Alters musste Gustav Mosbach Zwangsarbeit leisten. Am 15. April 1942 musste das Ehepaar in ein Altersheim nach Halle (Saale) umziehen. Am 1. Juni 1942 wurden sie deportiert und zwei Tage später im Vernichtungslager Sobibor ermordet. Für die gemeinsame Tochter Charlotte (*15.08.1904, überlebt) wurde am 06.12.2018 in Willich ein Stolperstein verlegt. | Hier wohnte GUSTAV MOSBACH Jg. 1877 deportiert 1942 Sobibor ermordet 3.6.1942                                            |                   |                 |
| Lutherstraße 25 ·  | 10. Juni 2009       | Hedwig Mosbach geb. Block (1880–1942) Hedwig Mosbach wurde in Westerkappeln geboren. 1941 mussten sie und ihr Mann in ein Judenhaus umziehen. Am 15. April 1942 musste das Ehepaar in ein Altersheim nach Halle (Saale) umziehen. Am 1. Juni 1942 wurden sie deportiert und zwei Tage später im Vernichtungslager Sobibor ermordet. | Hier wohnte HEDWIG MOSBACH geb. Block Jg. 1880 deportiert 1942 Sobibor ermordet 3.6.1942                                 |                   |                 |
| Markt 15 ·         | 20. Juni 2015       | Helene Simon (1866–1943) | Hier wohnte HELENE SIMON Jg. 1866 deportiert 1943 Theresienstadt ermordet 16.3.1943                                      |                   | Markt 15        |
| Markt 32 ·         | 26. Aug. 2020       | Elsa Gumpert (1893–?) Elsa Gumpert war die Tochter von Martha Gumpert. Sie emigrierte 1937 nach Clarens in die Schweiz. Ihr weiterer Lebensweg ist unbekannt. | Hier wohnte ELSA GUMPERT Jg. 1893 Flucht 1937 Schweiz                                                                    |                   |                 |
| Markt 32 ·         | 26. Aug. 2020       | Martha Gumpert geb. Schiff (1864–1942) Martha Gumpert wurde in Gröbzig geboren. In Eisleben betrieb sie ein Textilgeschäft, zunächst gemeinsam mit ihrem Mann Bernhard und nach dessen Tod im Jahr 1919 allein. 1938 wurde das Geschäft „arisiert“. Martha Gumpert geriet dadurch in finanzielle Not und zog 1940 zu Verwandten nach Hannover. Von dort aus wurde sie am 23. Juli 1942 zunächst in Ghetto Theresienstadt deportiert und am 26. September 1942 weiter ins Vernichtungslager Treblinka verbracht, wo sie ermordet wurde. | Hier wohnte MARTHA GUMPERT geb. Schiff Jg. 1864 deportiert 1942 Theresienstadt 1942 Treblinka ermordet                   |                   |                 |
| Markt 39 ·         | 22. Nov. 2008       | Ludwig Königsberger (1891–1942) Ludwig Königsberger stammte aus Eisleben. Er studierte Rechtswissenschaft und arbeitete nach seiner Teilnahme am Ersten Weltkrieg in seiner Heimatstadt als Rechtsanwalt und Notar. Er war lange Zeit für die Rote Hilfe Deutschlands tätig. 1933 wurde ihm die Anwalts-Lizenz entzogen. Während der Novemberpogrome 1938 wurden er und seine Familie zum Straßen kehren gezwungen. Am 15. April 1942 musste die Familie in ein Altersheim nach Halle (Saale) umziehen. Am 1. Juni 1942 wurden sie deportiert und zwei Tage später im Vernichtungslager Sobibor ermordet. | Hier wohnte DR. LUDWIG KÖNIGSBERGER Jg. 1891 deportiert 1942 Sobibor ermordet 3.6.1942                                   |                   | Markt 39        |
| Markt 39 ·         | 22. Nov. 2008       | Jenny Königsberger geb. Eckstein (1895–1942) Jenny Königsberger stammte aus Berlin. Während der Novemberpogrome 1938 wurden sie und ihre Familie zum Straßen kehren gezwungen. Am 15. April 1942 musste die Familie in ein Altersheim nach Halle (Saale) umziehen. Am 1. Juni 1942 wurden sie deportiert und zwei Tage später im Vernichtungslager Sobibor ermordet. | Hier wohnte JENNY KÖNIGSBERGER Jg. 1895 deportiert 1942 Sobibor ermordet 3.6.1942                                        |                   | Markt 39        |
| Markt 39 ·         | 22. Nov. 2008       | Marietta Königsberger (1925–1942) Marietta Königsberger war die Tochter von Ludwig und Jenny Königsberger. Während der Novemberpogrome 1938 wurden sie und ihre Familie zum Straßen kehren gezwungen. Darüber hinaus wurden Marietta Königsberger die Haare abgeschnitten und sie mit einem Schild mit der Aufschrift „Ich bin eine Judensau“ zur Schau gestellt. Am 15. April 1942 musste die Familie in ein Altersheim nach Halle (Saale) umziehen. Am 1. Juni 1942 wurden sie deportiert und zwei Tage später im Vernichtungslager Sobibor ermordet. | Hier wohnte MARIETTA KÖNIGSBERGER Jg. 1925 deportiert 1942 Sobibor ermordet 3.6.1942                                     |                   | Markt 39        |
| Markt 47 ·         | 9. Nov. 2010        | Hans Joachim Mendelsohn (1896–1941) Hans Joachim Mendelsohn wurde in Eisleben geboren und diente im Ersten Weltkrieg als Soldat. 1929 übernahm er in seiner Heimatstadt ein Zigarrengeschäft. Ab Juni 1940 musste er in Halle (Saale) Zwangsarbeit leisten. Später zog er offenbar zur Familie seiner Frau nach Frankfurt. Von dort aus wurde er am 12. November 1941 ins Ghetto Minsk deportiert und dort ermordet. | Hier wohnte HANS JOACHIM MENDELSOHN Jg. 1896 deportiert 1941 Minsk ermordet                                              |                   | Markt 47        |
| Markt 47 ·         | 9. Nov. 2010        | Lina Mendelsohn geb. Plaut (1900–1941) Lina Mendelsohn stammte aus Frankfurt am Main. Später zog sie offenbar zurück zu ihrer Familie nach Frankfurt. Von dort aus wurde sie am 12. November 1941 ins Ghetto Minsk deportiert und dort ermordet. | Hier wohnte LINA MENDELSOHN geb. Plaut Jg. 1900 deportiert 1941 Minsk ermordet                                           |                   | Markt 47        |
| Markt 47 ·         | 9. Nov. 2010        | Gerhard Mendelsohn (1935–1941) Gerhard Mendelsohn wurde in Eisleben geboren 1940 zog er offenbar mit seinen Eltern zur Familie seiner Mutter nach Frankfurt. Von dort aus wurde er am 12. November 1941 ins Ghetto Minsk deportiert und dort ermordet. | Hier wohnte GERHARD MENDELSOHN Jg. 1935 deportiert 1941 Minsk ermordet                                                   |                   | Markt 47        |
| Markt 49 ·         | 30. Aug. 2018       | Siegmund Isenberg (1867–1942) | Hier wohnte SIEGMUND ISENBERG Jg. 1867 deportiert 1942 Theresienstadt ermordet 23.12.1942                                |                   | Markt 49        |
| Markt 54 ·         | 20. Juni 2015       | Georg Schottländer (1859–1942) Georg Schottländer stammte aus Ellrich und ließ sich um 1890 in Eisleben nieder. Hier führte er ein Geschäft für Herren- und Knabenbekleidung. Er war mit Maria Miriam geb. Cohn verheiratet und hatte mit ihr zwei Töchter und einen Sohn. 1925 starb Maria Miriam Schottländer. Den Kindern gelang nach der Machtergreifung der Nationalsozialisten die Flucht nach Kuba bzw. England. Georg Schottländer musste im Zuge der Arisierung sein Geschäft unter Wert verkaufen und 1941 seine Wohnung aufgeben. Er wurde zunächst im Judenhaus in der Rammtorstraße untergebracht und musste später nach Halle (Saale) in das Altersheim auf der Boelckestraße umziehen. Dort starb er am 29. März 1942. | Hier wohnte GEORG SCHOTTLÄNDER Jg. 1859 Zwangsumzug 1941 Halle Judenhaus gedemütigt / entrechtet tot 29.3.1942           |                   | Markt 54        |
| Markt 55 ·         | 9. Mai 2019         | Siegfried Rosenthal (1882–1937) | Hier wohnte SIEGFRIED ROSENTHAL Jg. 1882 Geschäft arisiert unfreiwillig verzogen Köln tot 7.8.1937 Jüdisches Hospiz      |                   | Markt 55        |
| Plan 8 ·           | 19. Juli 2017       | Frida Frey geb. Rosenthal (1887–1942) | Hier wohnte FRIDA ROSENTHAL geb. Wagner Jg. 1887 verhaftet 1942 Ravensbrück deportiert 1942 Auschwitz ermordet Nov. 1942 |                   |                 |
| Plan 8 ·           | 19. Juli 2017       | Willy (Zeev) Rosenthal (1889–1945) | Hier wohnte WILLI ROSENTHAL Jg. 1889 deportiert 1942 Lublin 1943 Theresienstadt ermordet Jan. 1945                       |                   |                 |
| Rammtorstraße 49 · | 26. Juli 2010       | Jacob Bratel (1869–1943) Jacob Bratel stammte aus Lemberg und führte in Eisleben das von seinem Vater gegründete Geschäft für Woll-, Weiß- und Kurzwaren fort. 1912 war er Repräsentant der israelitischen Gemeinde. Während der Novemberpogrome 1938 wurden er und seine Frau im KZ Buchenwald interniert. 1941 mussten beide in ein Judenhaus umziehen und wurden zur Zwangsarbeit herangezogen. Am 15. April 1942 musste das Ehepaar in ein Altersheim nach Halle (Saale) umziehen. Am 20. September 1942 wurden sie ins Ghetto Theresienstadt deportiert, wo Jacob Bratel am 19. Januar 1943 zu Tode kam. | Hier wohnte JACOB BRATEL KAUFMANN Jg. 1869 deportiert 1942 Theresienstadt ermordet 19.1.1943                             |                   |                 |
| Rammtorstraße 49 · | 26. Juli 2010       | Martha Bratel geb. Goldstein (1886–1943) Martha Bratel stammte aus Eisleben. Während der Novemberpogrome 1938 wurden sie und ihr Mann im KZ Buchenwald interniert. 1941 mussten beide in ein Judenhaus umziehen und wurden zur Zwangsarbeit herangezogen. Am 15. April 1942 musste das Ehepaar in ein Altersheim nach Halle (Saale) umziehen. Am 20. September 1942 wurden sie ins Ghetto Theresienstadt deportiert. Nach dem Tod ihres Mannes wurde Martha Bratel am 20. Januar 1943 nach Auschwitz verlegt und dort ermordet. | Hier wohnte MARTHA BRATEL geb. Goldstein Jg. 1886 deportiert 1942 ermordet 1943 in Auschwitz                             |                   |                 |
| Rammtorstraße 49 · | 26. Juli 2010       | Gerhard Bratel (1912–1944) Gerhard Bratel gelang in den 1930er Jahren mit seinem Bruder Hans die Flucht nach Frankreich. Dort schloss er sich der Résistance an und wurde am 19. Juli 1944 von deutschen Soldaten erschossen. Sein Bruder überlebte den Krieg. | Hier wohnte GERHARD BRATEL Jg. 1912 Flucht 1938 Frankreich im Widerstand verhaftet 1944 hingerichtet 1944 bei Lyon       |                   |                 |
| Schlossplatz 2 ·   | 9. Nov. 2016        | Marianne Goldner geb. Heilbrun (1903–1941) | Hier wohnte MARIANNE HEILBRUN Jg. 1903 deportiert 1941 Kowno ermordet 25.11.1941                                         | Marianne Heilbrun |                 |
| Schlossplatz 2 ·   | 9. Nov. 2016        | Martha Salomon geb. Heilbrun (1873–1941) | Hier wohnte MARTHA HEILBRUN Jg. 1873 Umzug / Heirat gedemütigt / entrechtet Flucht in den Tod 18.9.1941                  | Marianne Heilbrun |                 |